# Polina Botezat
Parascovia Andreevna Botezat (în rusă Прасковья Андреевна Ботезат, cunoscută sub numele scenic Polina Botezat; n. 29 octombrie 1922, Ciumașki⁠(d), Tatarsky Uyezd⁠(d), RSFS Rusă, URSS – d. 2001) a fost o cântăreață de operă (soprană) și pedagogă moldoveancă, originară din Federația Rusă.
A făcut studii la Novokuznețk, apoi în Alma-Ata, după care la Conservatorul de Stat din Chișinău (azi Academia de Muzică, Teatru și Arte Plastice) în clasa profesoarei Lidia Babici, în anii 1947–1952.
În 1943–1944 a fost solistă în Ansamblul de Cântece și Dansuri „Doina” al Filarmonicii din Chișinău, apoi în Ansamblul de Cântece și Dansuri al Feroviarilor din Moscova în anii 1944–1947. În 1952 se întoarce la Filarmonica din Moldova, unde activează până în 1955, pentru ca mai apoi să evolueze pe scena Teatrului de Operă și Balet.
A avut roluri principale în Traviata și Otello de Giuseppe Verdi, Tosca și Madame Butterfly de Giacomo Puccini, Dama de pică și Evgheni Oneghin de Piotr Ilici Ceaikovski, Aurelia de D. Herschfeld, Balada eroică de Alexei Stârcea ș.a.
Începând cu anul 1952, Polina Botezat desfășoară o activitate pedagogică intensă la Institutul de Arte în calitate de conferențiar și profesoară universitară, contribuind la pregătirea a cel puțin 30 de vocaliști, printre care Maria Bieșu, Ioan Paulencu, Svetlana Strezeva ș.a. Întreprinde turnee artistice la București, Iași, Kiev, Murmansk, Moscova, Plovdiv etc.
În 1951, Polina Botezat a fost Laureată a Festivalului Studenților din Berlin. A fost distinsă cu ordinele „Drapelul Roșu de Muncă” și „Gloria Muncii”. Din 1966, este Artistă a Poporului din RSSM.